# Franklin et ses amis
Pour les articles homonymes, voir Franklin.
Franklin et ses amis ou Benjamin et ses amis au Québec (Franklin and Friends) est une série télévisée canadienne en 52 épisodes de 22 minutes (104 segments de 11 minutes) adaptée à la télévision de la série de livres pour enfants Franklin écrite par Paulette Bourgeois et illustrée par Brenda Clark, diffusée entre le 4 mars 2011 et le 22 décembre 2013 sur Treehouse TV. Contrairement à la première adaptation (Franklin), celle-ci a été entièrement réalisée en 3D en coproduction par les studios canadiens (Nelvana) et singapouriens (Infinite Frameworks).
Au Québec, elle a été diffusée à la Télévision de Radio-Canada, ainsi que sur TFO, et en France la série a été diffusée sur TiJi.

## Synopsis
Franklin la tortue relève des défis quotidiens tout en apprenant les leçons de la vie aux côtés de ses copains Arnaud Escargot, Basile Lapin, Lili Castor, Raffin Renard, Béatrice Oie et Martin Ours.

## Fiche technique
- Titre original : Franklin and Friends
- Titre français : Franklin et ses amis
- Autres titres francophones : Benjamin et ses amis (Québec)
- Producteurs délégués : Doug Murphy et Mike Wiluan
- Producteurs exécutifs : Robert Padovan et Christina Sang-St. Catherine
- Producteur associé : Luis Lopez
- Directeur artistique : Jason Groh
- Directeur technique : Aaron Smith
- Superviseur dessin : Alan Knappett
- Chef scénariste : Jeff Sweeney
- Story-boarders : Gabriela V. Godoy, Trevor Hierons, Tim O'Halleran, Kathy Paulin-Lougheed et Frank Ramirez
- Musique : John Welsman
- Chanson : Bruce Cockgurn (écrivain) et Daniel Scott (interprète)
- Version française réalisée par SPR avec une adaptation de Anna Durand et Huguette Gervais et sous la direction artistique de Huguette Gervais.

## Voix
- Nicholas de Passillé-Scott : Franklin
- Christian Perrault : Martin
- Annie Girard : Béatrice
- Sébastien René : Basile
- Fanny Rainville : Lili
- Jean-Philippe Baril Guérard : Raffin
- Eloïsa Cervantes : Arnaud

## Épisodes

### Première saison (2010-2011)
1. Une surprise pour Franklin / Frankin et Gaston "le gecko" (Franklin's All Ears / Franklin and the Gecko Games)
2. Franklin et la Princesse des Neiges / Franklin et la fête des lucioles (Franklin and the Snow Princess / Franklin and the Firefly Festival)
3. Franklin veut du "spécial" / Des "règles" pour Franklin (Franklin's Special Job / Franklin Needs a Reminder)
4. Franklin et la course de chariots / Franklin tient sa promesse (Franklin Helps Out / Franklin's Partner)
5. Franklin et le jeu des pommes de pin / Franklin et l'histoire de l'horloge (Franklin and the Pinecone Pass / Franklin and the Creepy Clock)
6. Franklin et les super détectives / Franklin et la maison dans les arbres (Franklin and the Mystery of the Berry Bogie / Franklin Sees a Storm)
7. Franklin et le mystère du Bégonia Bleu / Franklin dessine un plan (Franklin and the Mystery of the Blue Begonia / Franklin, The Planner)
8. Franklin et les échasses à ressort / Franklin et le professeur suppléant (Franklin's Ups and Downs / Franklin's new Teacher)
9. Franklin et l'Arnaud-Express / Fanklin le 'caribou des bois' (Franklin and Snail Mail / Franklin the Mooseratops)
10. Franklin découvre un trésor / Franklin et la piste de course (Franklin Find the Treasure / Franklin and the Tunnel Team-Up)
11. Franklin et le dragon de neige / Franklin et les nids d'insectes (Franklin and the Snow Dragon / Franklin Gets Bugged)
12. Franklin et les étoiles qui dansent / Franklin et Sam (Franklin In the Stars / Franklin and Sam)
13. Franklin et le chariot tamponneur / Franklin et la fête des pères (Franklin and the Bumpy Buggy / It's Father's Day, Franklin!)
14. Une merveille pour Franklin / Franklin la p'tite bubulle (Franklin and the Wonder / Franklin, the Little Bubble)
15. Quand Franklin garde Harriette / Franklin et son nouveau chapeau (Franklin, Take Harriet with You / Franklin's New Hat)
16. Franklin dessine une marionnette / La partie de pêche de Franklin (Franklin and the Shadow Show / Franklin's Fishing Trip)
17. Franklin et son cerf-volant / Franklin apprend à voler à Béatrice (Franklin Flies His Kite / Franklin's Flying Lesson)
18. Franklin dans la chasse au trésor / Franklin et le chariot d'Harriette (Franklin Changes the Rules / Franklin and Harriet's Buggy)
19. Une nouvelle enquête pour Franklin / Du sirop d'érable pour Franklin (The Super Cluepers Big Small Case / Franklin and the Mystery Muddle)
20. C'est Halloween, Franklin ! / Franklin et le club des vrais aventuriers (It's Halloween Franklin! / Franklin the Adventurer)
21. Un week-end entre amis avec Franklin / Franklin et les lutins marins (Franklin and the Super Sleepover / Frankln and the Snoring Situation)
22. Franklin le mécano / Franklin le magicien (Engineer Franklin / Franklin Needs to Notice)
23. Le voyage dans l'espace de Franklin / Franklin et les papillons monarques (Franklin's Spaceship / Franklin and the Missing Monarch Mystery)
24. Franklin et la capsule temporelle / Franklin expert en art (Franklin the Dinosaur Hunter / Franklin Paints a Picture)
25. Le "jour de la Terre" de Franklin / Franklin fait son numéro (Franklin's Earth Day / Franklin and the Amazing Stupendous Circus Trick)
26. Franklin fait du camping / Franklin chante Noël (Franklin's Campout / Franklin's Christmas Cheer)

### Deuxième saison (2011-2012)
1. Franklin joue dans la neige / Franklin et le super chariot de pompiers (Franklin and the First Snowfall Festival / Franklin and the Bumpy Fire Buggy)
2. Franklin sur la planète Glorp / Franklin et le Grand Explorateur (Franklin and the Adventure of Planet Zorb / Franklin and the Two Unicycles)
3. Franklin ne tient pas sa promesse / Franklin et la super console de jeux (Franklin's Firefighter Flapjacks / Franklin and the Missing Mega Machine)
4. Franklin, le professeur / Franklin joue à 'Hop là la balle' (Franklin's School / Franklin Plays Hoppity Bop)
5. Franklin et la dent de Raffin / Franklin et le cours de karaté (Franklin and the Lost Lost Tooth / Franklin and the Karate Klub)
6. Franklin et le 'Toudou des bois' / Franklin prépare son exposé (Franklin and the Woodland Fuzzies / Franklin and Beaver's Show and Sing)
7. Franklin et la randonnée découverte / Franklin joue au terrible dragon (Franklin and the Nature Nuts Hike / Franklin and the Terrible, Terrible Bubble)
8. Franklin cherche son rythme / Franklin, un jour volera ! (Franklin and the Drum Circle / Franklin Takes Flight)
9. Franklin joue au mini-golf / Franklin donne sa radio (Franklin Gets a Hole-in-One / Franklin and the Radio)
10. Bienvenue chez le Chef Franklin! / Franklin échange son rôle (Franklin's Big Breakfast / Franklin Switches It Up)
11. Franklin dans le jardin des sculptures / Franklin et la carte d'Arnaud (Franklin and the Sculpture Garden / Franklin and the Silly Stakes)
12. Franklin le facteur / Franklin et la chasse aux trésors (Franklin the Post Turtle / Franklin's Wild Paper Chase)
13. Les super détectives et le mystère des carottes / Franklin n'aime pas les cornichons (Super Clueper's Case of the Missing Carrots / Franklin and the Pickle Problem)
14. Franklin et le projet de l'école / Franklin l'inventeur (Who's Who in Woodland, Franklin? / Franklin the Inventor)
15. Franklin fait un pique-nique / Les super-détectives et l'enquête de la casquette (Franklin and the Acorn Alley Picnic / Super Clueper's Case of the Missing Hat)
16. Franklin et la soirée pyjama / Franklin apprenti jardinier (Franklin and the No-Sleep Sleepover / Franklin the Farmer)
17. Franklin assistant entraîneur / Franklin et la journée père-fils (Coach Franklin / Franklin's Day with Dad)
18. Franklin en pleine canicule / Franklin et Basile, astronautes de l'espace (titre original inconnu / Franklin's Rocket Team)
19. Franklin super héros / Franklin et Harriette dans l'espace (Franklin's Dynaroo Day / Franklin and Harriet in Space)
20. Franklin et le cadeau surprise / Franklin donne un coup de main (Franklin's Big Box / Franklin Lends a Hand)
21. Franklin et l'épreuve à trois jambes / Franklin fait du camping sauvage (Franklin Follows the Leader / Franklin's Wilderness Trip)
22. Franklin tombe, mais remonte en selle / La journée à l'envers de Franklin (Franklin, Back in the Saddle / Franklin's Backwards Day)
23. Franklin fait du bruit / Les super-détectives et l'affaire de la cloche disparue (Franklin Makes Some Noise / titre original inconnu)
24. Franklin et l'affaire du nouvel ami / Franklin et les explorateurs de la nuit (Super Clueper's Case of the New Friend / Franklin's Woodland Night)
25. Les super détectives et les flèches mystérieuses / Franklin et la page manquante (The Super Cluepers and the Mysterious Mark / Franklin vs the Ninjaroos)
26. Franklin chante les quatre saisons (Franklin and the Four Seasons)

## Différences avec lasérie originale
- Odile la blairelle et Mathieu le raton-laveur sont absents dans cette série.
- Pupuce, la petite sœur de Martin se fait appeler Mia dans cette série.